# Rafa Jordà
Rafael Jordà Ruiz de Assin, detto Rafa (Barcellona, 1º gennaio 1984), è un ex calciatore spagnolo, di ruolo attaccante.